# Mellieħa
Mellieħa (officiële naam Il-Mellieħa) is een grote plaats (7549 inwoners in november 2005) en tevens gemeente in het noordwesten van Malta. Tijdens de zomermaanden is het een populaire toeristenbestemming op het eiland.
Naast hotels en appartementen bevinden zich in deze plaats ook vele villa's voor met name buitenlandse bewoners. Ook dagjesmenen weten hun weg te vinden naar Mellieħa voor het populaire zandstrand aan Mellieħa Bay of voor "Popeye Village", de nog altijd commercieel gëxploiteerde filmset van de film Popeye.
De jaarlijkse festa van Mellieħa wordt officieel gevierd ter ere van Maria, maar in de praktijk herdenkt en viert men met name de overwinning van de Maltezen op de Ottomanen na het Beleg van Malta in 1565. Van deze overwinning wordt vaak gesteld dat ze de redding van het christendom in Europa betekende.
In Mellieħa is Saint Agatha's Tower te vinden.

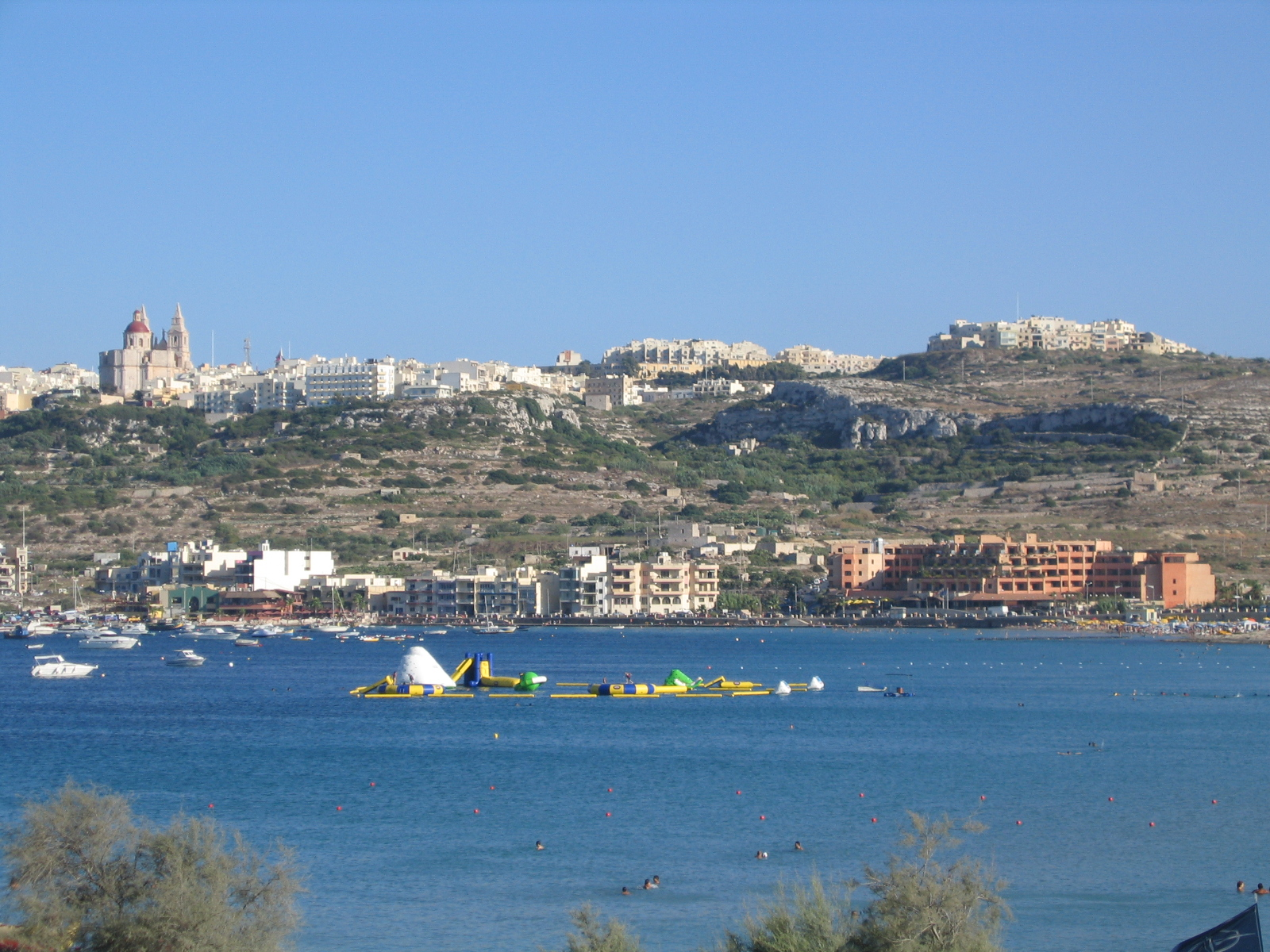
Mellieħa Bay met op de achtergrond Mellieħa
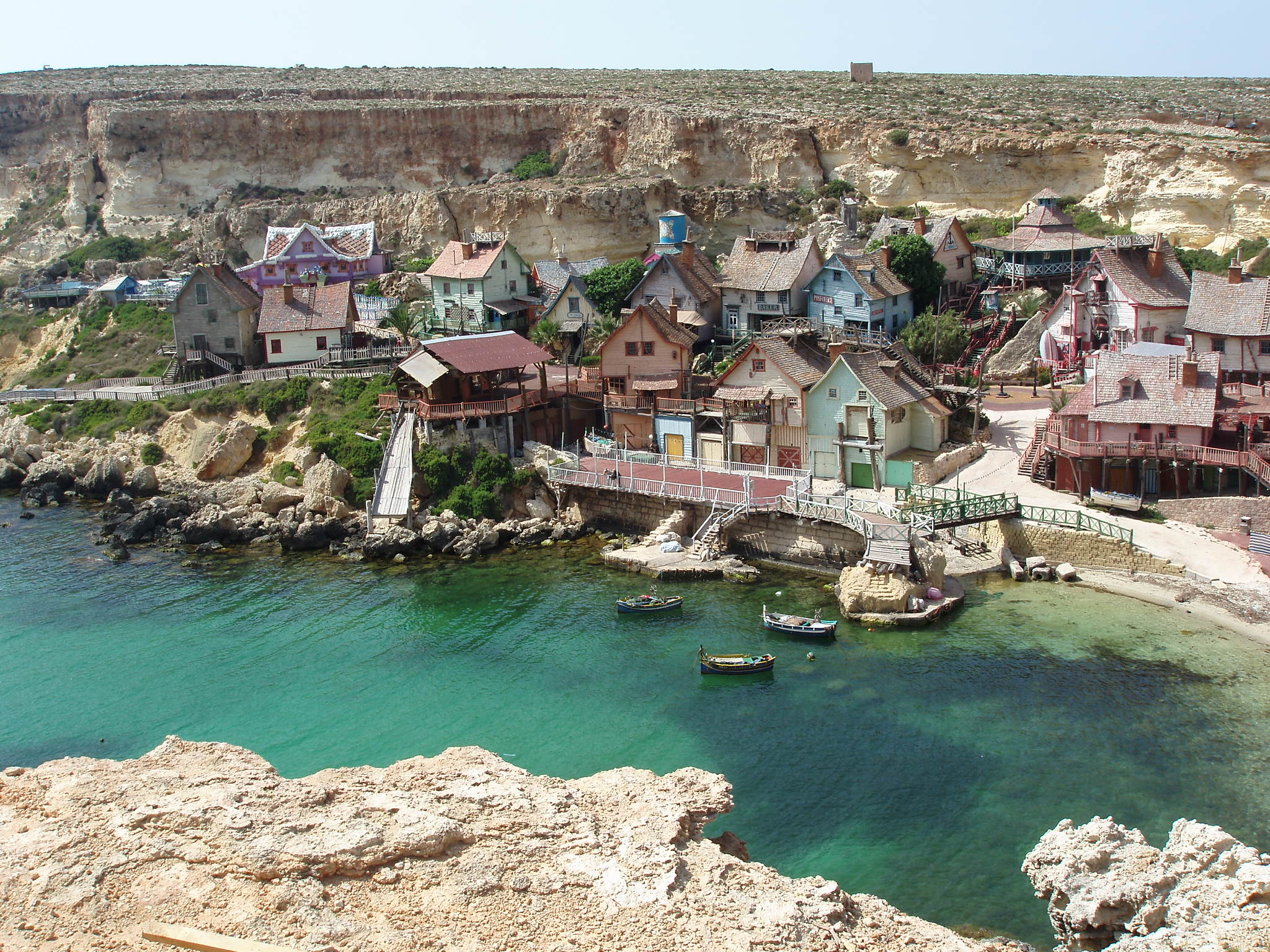
Popeye Village